# Jérôme Duveau
Pour les articles homonymes, voir Duveau.
Jérôme Duveau est un artiste français qui collabore aux périodiques de bande dessinée Fluide Glacial et Spirou depuis le début des années 2000. 
Il se distingue par l'utilisation, plutôt que de dessins, de personnages en pâte à modeler ou plasticine qu'il prend en photo dans décors de sa conception, comme le font les réalisateurs de films en stop motion.

## Albums publiés
- Pièces et main d'œuvre, Audie, coll. « Fluide Glacial », 2007  (ISBN 978-2-85815-010-6).
- Pete Best (dessin), avec Jean-Michel Thiriet (scénario), Audie, coll. « Fluide Glacial », 2019  (ISBN 9782378781538).